# Nikon (Sofijski)
Nikon, imię świeckie Nikołaj Andriejewicz Sofijski (ur. 2 maja?/14 maja 1861 w guberni kostromskiej, zm. 15 maja?/28 maja 1908 w Tyflisie) – rosyjski biskup prawosławny.

## Życiorys
Był synem wiejskiego kapłana prawosławnego, ojca stracił w wieku trzech lat. Jego dzieciństwo upłynęło w skrajnej biedzie. Ukończył seminarium duchowne w Kostromie. W 1882 ożenił się z Serafiną Paniną, również córką prawosławnego duchownego. W roku następnym został wyświęcony na kapłana i skierowany do pracy duszpasterskiej w parafii w Mamontowie. W 1884 jego żona zmarła, co skłoniło go do podjęcia studiów teologicznych na Petersburskiej Akademii Duchownej, a następnie do złożenia wieczystych ślubów mniszych, co uczynił, będąc studentem III roku, w 1887. W 1888 ukończył studia z tytułem kandydata nauk teologicznych. 30 marca 1891 został mianowany rektorem seminarium duchownego we Włodzimierzu nad Klaźmą i podniesiony do godności archimandryty.
Według wspomnień metropolity Eulogiusza (Gieorgijewskiego), Nikon (Sofijski) nie złożył ślubów zakonnych z powołania, lecz jedynie pragnąc poprawić swoją sytuację kapłana-wdowca. W związku z tym jako mnich czuł się nieszczęśliwy. W seminarium wprowadził surową dyscyplinę i utrzymywał ją represjami wobec słuchaczy. Według innych wspomnień duchowny odznaczał się surowością trybu życia.
9 maja 1895 archimandryta Nikon został zaatakowany w seminaryjnym ogrodzie przez chorego psychicznie i pijanego studenta, który kilkakrotnie uderzył go toporem w głowę. Duchowny przeżył dzięki noszonemu kłobukowi. Po aresztowaniu zamachowca prosił o jego zwolnienie, zaś kilka lat później, już jako biskup, zaproponował mu pracę psalmisty.
8 marca 1898 miała miejsce jego chirotonia na biskupa wolskiego, wikariusza eparchii saratowskiej i wolskiej. Po roku został przeniesiony do eparchii petersburskiej, jako jej wikariusz z tytułem biskupa narewskiego, zaś w 1901 objął katedrę wiacką i słobodzką. W eparchii wiackiej cieszył się znacznym szacunkiem wśród wiernych, często dokonywał wizyt duszpasterskich w parafiach. W 1904 został przeniesiony na katedrę włodzimierską i suzdalską. Dzięki wysokiej ocenie jego służby biskupiej 6 maja 1906 otrzymał godność arcybiskupią, zaś 9 czerwca tego samego roku został arcybiskupem kartlińskim i kachetyńskim, Egzarchą Gruzji.
W okresie objęcia przez niego urzędu duchowni gruzińscy, wspierani przez narodowych demokratów, podjęli na nowo starania o likwidację Egzarchatu i przywrócenie autokefalii Gruzińskiego Kościoła Prawosławnego. W 1906 delegaci gruzińscy przedstawili swoje argumenty na Zebraniu Przedsoborowym, przywołując wielowiekowe tradycje wschodniego chrześcijaństwa w Gruzji. Wskazywali również, iż kierowanie strukturami Kościoła w Gruzji przez egzarchów narodowości rosyjskiej, niewładających językiem gruzińskim i nieznających miejscowej kultury negatywnie wpływa na religijność Gruzinów. Arcybiskup Nikon reprezentował w tej kwestii stanowisko umiarkowane, uznając za wskazane nadanie szerokiej autonomii eparchiom zamieszkiwanym w przeważającej większości przez Gruzinów, przy włączeniu do Kościoła Rosyjskiego eparchii, w których znaczną grupę stanowili Rosjanie. Autokefalii według postulatów Gruzinów sprzeciwiał się. Na jego wniosek Świątobliwy Synod Rządzący wsparł kwotą 30 tys. rubli remont soboru w Mcchecie. Zainicjował również przegląd i korektę ksiąg liturgicznych w języku gruzińskim. Zyskał opinię znakomitego organizatora i administratora.
28 maja 1908 został zastrzelony przez nieustalonego zamachowca w pobliżu budynku konsystorza Egzarchatu Gruzińskiego. Zamach wpisywał się w falę terroru w Gruzji rozpoczęto w roku poprzednim, której ofiarą padali pracownicy carskiej administracji w Gruzji, zaś w odwecie – patriotyczni działacze gruzińscy. Jako jego inspiratorów podaje się zwolenników autokefalii Kościoła gruzińskiego. Odmienny pogląd przedstawił w tej sprawie D. Lang, zdaniem którego arcybiskupa Nikona, przychylnie odnoszącego się do części postulatów Gruzinów, mogli zamordować członkowie bojówek Czarnej Sotni (ci z kolei oskarżali o ten czyn duchownych gruzińskich; oskarżenie takie przedstawił m.in. jeden z liderów organizacji ks. Joann Wostorgow).
Na własną prośbę pochowany w soborze Zaśnięcia Matki Bożej we Włodzimierzu.